# Lesignano de' Bagni
Lesignano de' Bagni (Lezgnàn di Bagn in dialetto parmigiano) è un comune italiano di 5 130 abitanti della provincia di Parma in Emilia-Romagna.

## Geografia fisica
Il territorio comunale si estende sulla sponda destra del torrente Parma, in corrispondenza dei primi rilievi appenninici. Solo la porzione nord-ovest, compresa tra il capoluogo, la frazione di Santa Maria del Piano e la Parma è pianeggiante, mentre il resto del territorio, bagnato dai torrenti Termina e Masdone, è collinare; a causa dell'azione dilavante delle acque piovane e della natura dei terreni, sono diffusi i calanchi.
Dal 9 giugno 2015 parte dell'Appennino tosco-emiliano, tra cui anche il territorio comunale di Lesignano de' Bagni, fa parte delle riserve della biosfera UNESCO.

### Parco dei Barboj
Tra la frazione collinare di Rivalta e la località Torre del comune limitrofo di Traversetolo, a circa 350 m s.l.m., si estende il parco dei Barboj, così denominato in riferimento ai borbottii che accompagnano l'emissione di gas metaniferi dal sottosuolo attraverso piccoli vulcanelli; queste manifestazioni geologiche comportano la fuoriuscita da pozze sorgentifere di fanghi salati, che confluiscono nel piccolo rio dei Barboj, affluente del torrente Termina.

## Origini del nome
Il toponimo ha probabile origine latina: il medievale "Lisiniano", divenuto poi "Lisignano" e "Lesignano", sarebbe infatti riferibile alla gens Licinia, con l'aggiunta del suffisso -anus.

## Storia
I più antichi insediamenti umani nella zona di Lesignano sorsero nell'età del bronzo, tra il XVII e il X secolo a.C., come testimoniato dai reperti rinvenuti tra il 1993 e il 2006 in località Monte La Pila. Sui resti dello stanziamento preistorico, gli Etruschi prima e i Liguri poi ne fondarono uno nuovo tra il V e il III secolo a.C.
In seguito il territorio passò sotto il controllo dei Romani, che per primi si accorsero della presenza di fonti sulfureo saline e ne iniziarono il prelievo per scopi curativi; le terme furono distrutte durante il regno di Odoacre.
I Longobardi occuparono la zona tra il VII e l'VIII secolo e iniziarono il recupero delle colline avviandovi le prime coltivazioni.
La più antica testimonianza dell'esistenza del borgo medievale di "Lisiniano" risale tuttavia soltanto al 1094, quando la località fu citata in un atto notarile di compravendita di un terreno. Nell'XI secolo riprese anche lo sfruttamento delle acque termali per scopi curativi.
Il castello difensivo fu eretto in epoca imprecisata e nel 1405, quando fu menzionato per la prima volta, risultava appartenere a Pietro e Giacomo de' Rossi; il 3 aprile di quell'anno, durante gli scontri che opposero i Rossi e i Terzi, il maniero fu attaccato e conquistato dalle truppe guidate da Guido Torelli, mentre un mese dopo la chiesa di San Michele Arcangelo fu quasi completamente rasa al suolo da Pietro da Vianino.
Nel 1464 Pier Maria II de' Rossi assegnò nel testamento il castello a Ottaviano, che, pur risultando formalmente figlio di Bianca Pellegrini, sua amante, e del marito Melchiorre Arluno, in realtà era molto più probabilmente figlio naturale del conte. Tuttavia, Ottaviano premorì a Pier Maria, perciò i beni a lui destinati furono assegnati all'erede principale Guido. Nel 1474 il Conte fece restaurare l'antico pozzo e fece costruire un edificio dedicato alle cure; allo scopo di promuovere le terme, incaricò inoltre il medico Pietro da Lesignano di comporre il Trattato sulle acque di Lesignano. Tuttavia, pochi anni dopo, in seguito alla disastrosa guerra dei Rossi del 1482, pochi mesi prima della scomparsa di Pier Maria il feudo fu confiscato da Ludovico il Moro.
Dopo la conquista del ducato di Milano da parte del re di Francia Luigi XII, il maniero tornò ai Rossi, giungendo nelle mani di Giulio Cesare, conte di Caiazzo; quest'ultimo nel 1539 rapì Maddalena Sanseverino, primogenita del conte Roberto ed ereditiera del feudo di Colorno, e la sposò; il papa Paolo III, nella sua qualità di sovrano di Parma, che dal 1521 dipendeva stabilmente dallo Stato della Chiesa, condannò il Rossi alla confisca delle sue terre parmensi, fece radere al suolo il castello di Lesignano e assegnò il feudo, unitamente alle vicine Basilicanova, Pariano e Mamiano, al nipote Sforza I Sforza di Santa Fiora.
Nel 1707 le terre furono ereditate con gli altri beni della famiglia dal duca di Onano Federico III Sforza, che dal 1673 aveva aggiunto al proprio il cognome della moglie Livia, dando origine alla famiglia Sforza Cesarini.
Il 15 ottobre 1777 una rovinosa piena del torrente Parma devastò il territorio di Lesignano, provocando il crollo di numerosi edifici e l'allagamento dei terreni coltivati.
In seguito all'abolizione napoleonica dei diritti feudali sancita nel 1805 nell'ex ducato di Parma e Piacenza, Lesignano e il suo territorio furono inizialmente inglobati nel comune di Parma, ma l'anno successivo se ne separarono costituendo il nuovo comune di Lesignano, rinominato nel 1837 Lesignano de' Bagni in considerazione della vocazione termale del luogo.
Nel 1931 lo stabilimento termale, a causa della ridotta frequentazione, fu chiuso.

### Onorificenze
Il Comune di Lesignano de' Bagni è tra le città decorate al valor militare per la guerra di liberazione, insignito della medaglia di bronzo al valor militare per i sacrifici delle sue popolazioni e per l'attività nella lotta partigiana durante la seconda guerra mondiale:

## Monumenti e luoghi d'interesse

### Architetture religiose

#### Chiesa di San Michele Arcangelo

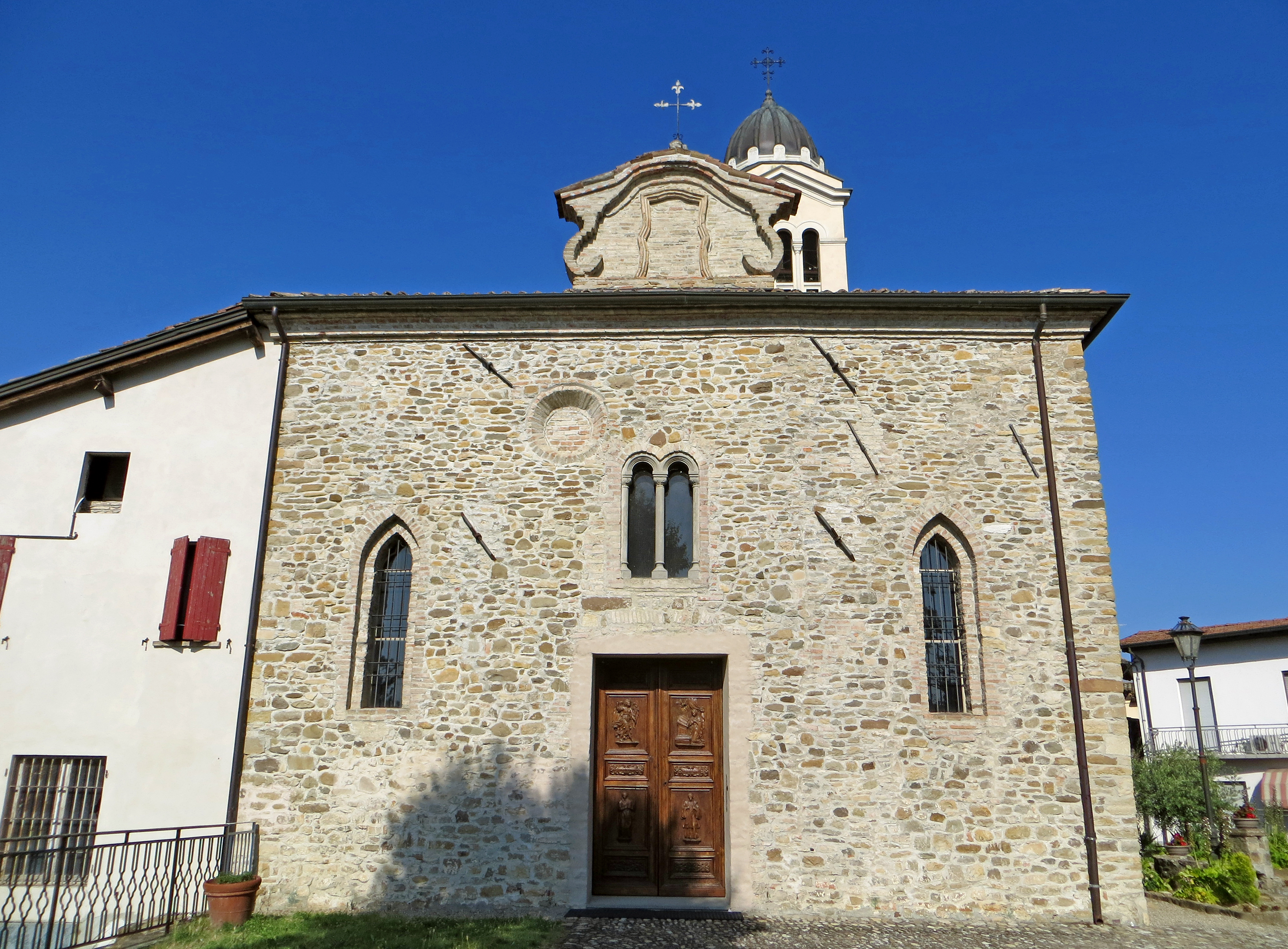
Facciata della chiesa di San Michele Arcangelo

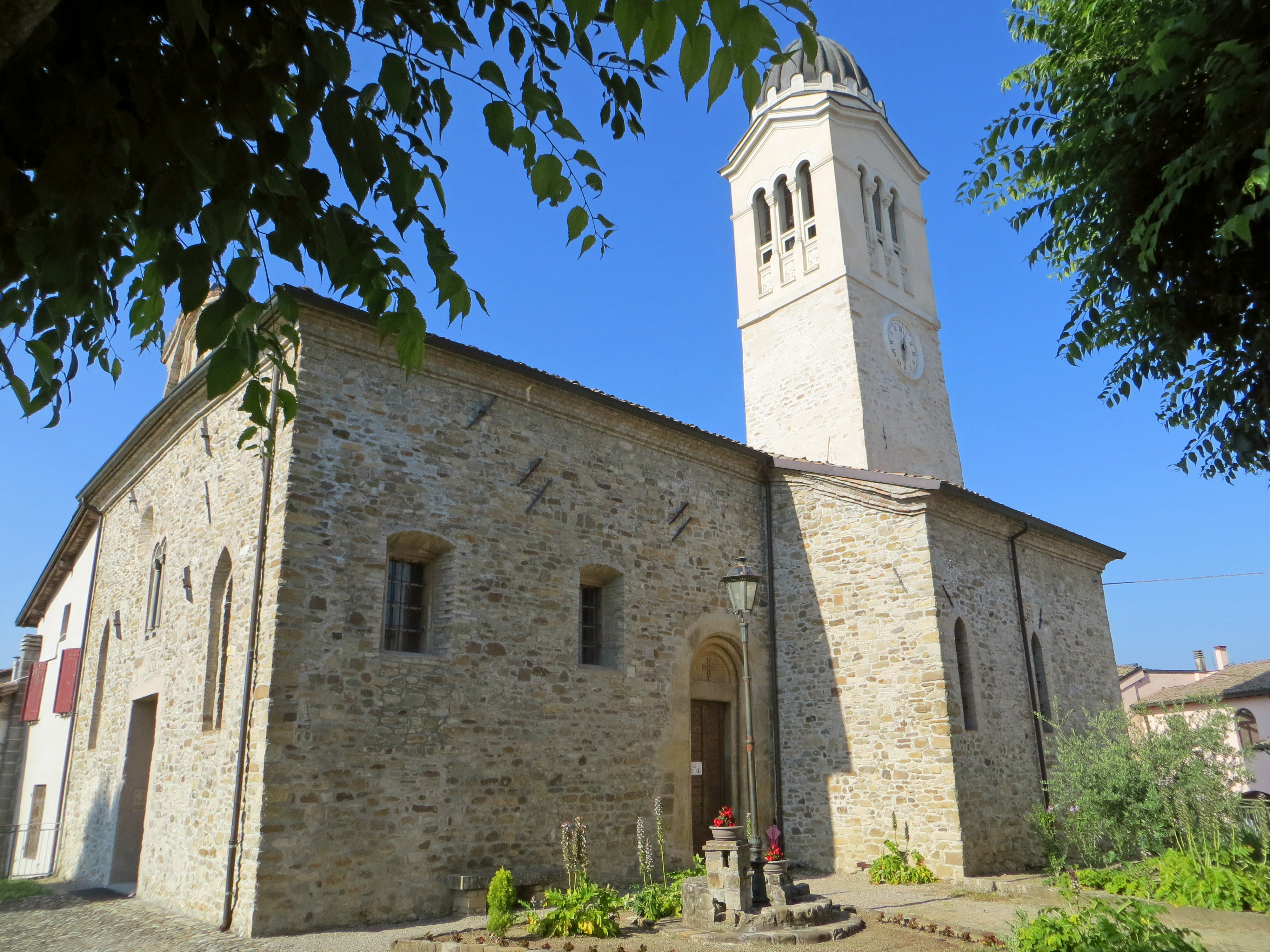
Lato sud della chiesa di San Michele Arcangelo

Menzionata per la prima volta nel 1230, la pieve romanica originaria fu quasi completamente distrutta nel 1405 da Pietro da Vianino; riedificata nel 1474 per volere di Pier Maria II de' Rossi conservando solo alcuni elementi della preesistente struttura, fu ristrutturata tra il 1579 e il 1590 e soprattutto nel XVII secolo, quando furono modificati gli interni e fu ricostruita la facciata rettangolare con frontone barocco; profondamente danneggiata dai terremoti del 1818 e del 1832, fu ristrutturata solo nel XX secolo, dopo la costruzione del nuovo campanile progettato dall'architetto Camillo Uccelli e completato nel 1927; ristrutturata tra il 1970 e il 1972 con la rimozione degli intonaci esterni seicenteschi e il recupero degli affreschi medievali dell'abside, fu lesionata dal sisma del 1983 e consolidata strutturalmente tra il 1984 e il 1986; danneggiata nuovamente dalle scosse telluriche del 23 dicembre del 2008, fu completamente ristrutturata tra il 2010 e il 2014; la chiesa conserva della struttura originaria il pregevole portale d'ingresso laterale del XII secolo, un rosone chiuso in facciata, la zona absidale e alcuni elementi di reimpiego, tra cui due leoni stilofori mutili, alcuni capitelli decorati e una campana in bronzo del 1363.

#### Oratorio di San Fermo
Edificato secondo la tradizione per volere di Pier Maria II de' Rossi, il piccolo oratorio, delle dimensioni di un'edicola, fu in realtà molto più probabilmente costruito alla fine del XVI secolo; sconsacrato nel 1806, fu restaurato e riaperto al culto nel 1827.

#### Abbazia di San Basilide a San Michele Cavana

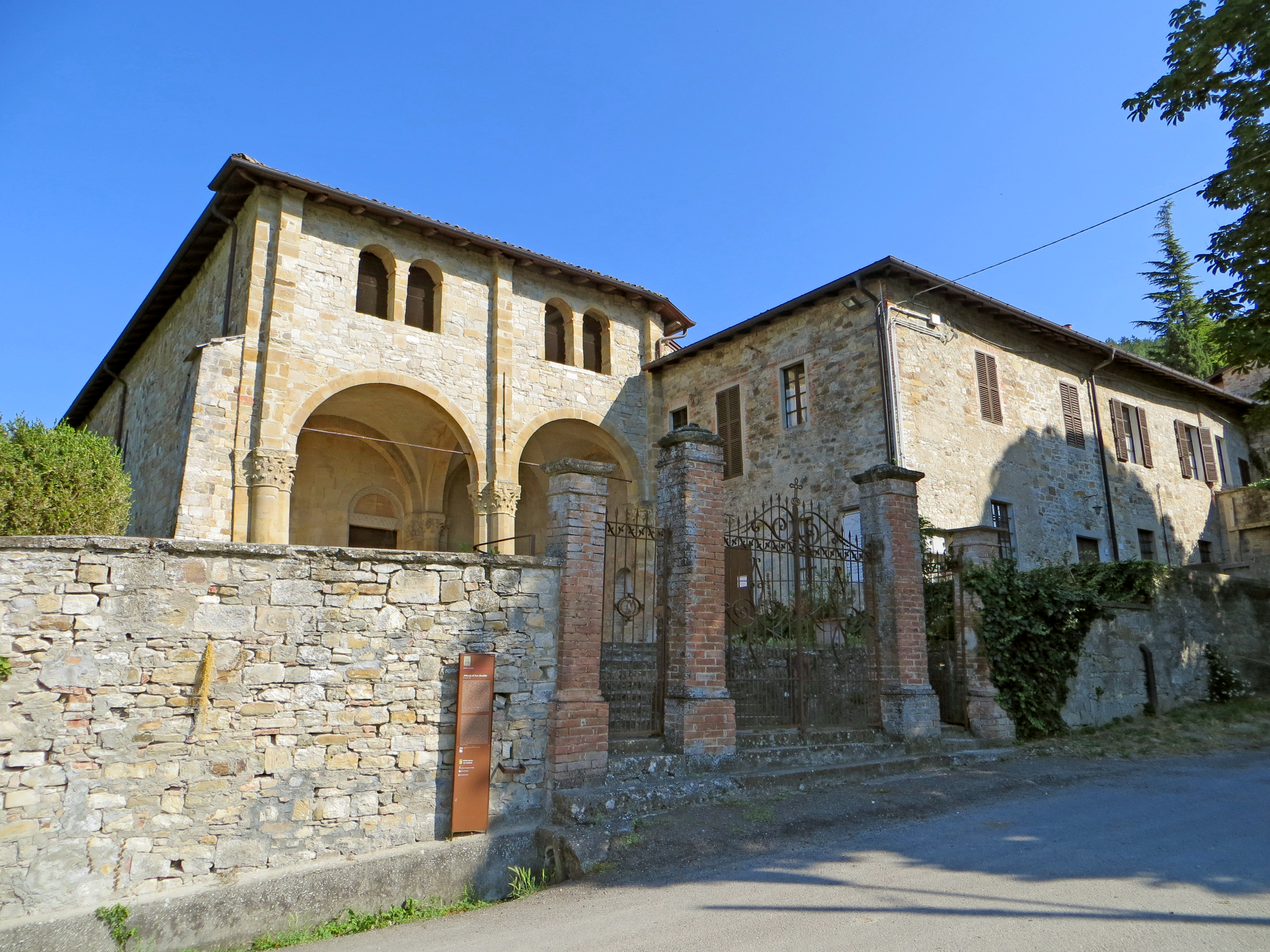
Chiesa dei Santi Pietro e Paolo dell'abbazia di San Basilide a San Michele Cavana

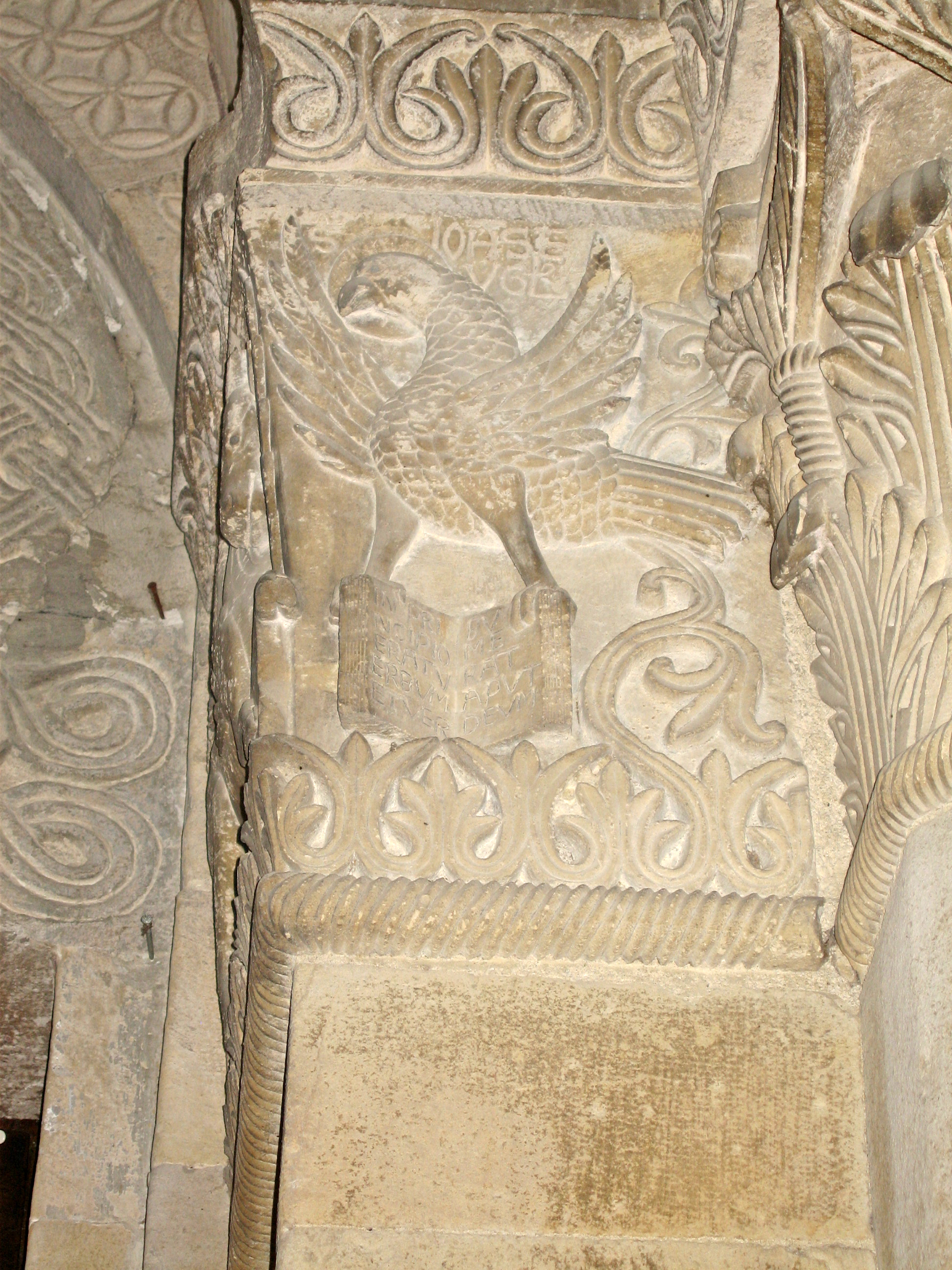
Capitello del nartece della chiesa dei Santi Pietro e Paolo a San Michele Cavana

Edificata in stile romanico a San Michele Cavana all'incirca tra il 1096 e il 1115 per volere di san Bernardo degli Uberti, l'abbazia vallombrosana fu danneggiata da un terremoto nel 1117, che comportò la ricostruzione della facciata della chiesa con l'aggiunta di un esonartece, poi modificato a partire dal 1256; sostenuta finanziariamente dalla famiglia della Palude, la struttura mantenne la piena autonomia fino al 1419, quando all'abate fu affiancato un commendatario; caduta in declino, fu ridotta a commenda di importanti famiglie nobiliari in seguito al definitivo allontanamento dei monaci dopo il 1484; successivamente al crollo della pieve di San Pietro di San Michele Cavana, la chiesa fu elevata nel 1564 al rango di parrocchia e fu internamente ristrutturata in stile barocco agli inizi del XVII secolo e soprattutto nei primi anni del XVIII; dopo la confisca napoleonica del 1805, il monastero fu alienato a privati e destinato a usi residenziali e agricoli; nell'ottica di riportare alla luce l'originaria veste romanica, il luogo di culto fu completamente ristrutturato tra il 1934 e il 1942 e nuovamente nel 1961, rimuovendo tutte le aggiunte seicentesche e settecentesche; restaurato esternamente tra il 2004 e il 2005, fu danneggiato dal sisma del 2008 e ristrutturato interamente tra il 2011 e il 2015. La chiesa conserva vari elementi di pregio: il nartece romanico, retto da sei pilastri cruciformi coronati da capitelli riccamente scolpiti nei primissimi anni del XII secolo dalle stesse maestranze che operarono nel duomo di Parma; il portale d'ingresso sormontato da lunetta; il fonte battesimale di reimpiego; la cripta decorata con stucchi settecenteschi, contenente le spoglie di san Basilide; il portale d'accesso all'ex monastero. Il chiostro a pianta quadrata, seppur rimaneggiato nei secoli, custodisce della struttura medievale un'ampia bifora ad arco, alcune arcate, varie porzioni di pilastri e il monumento sepolcrale di Geraldino di Saviola.

#### Chiesa dei San Martino a Stadirano

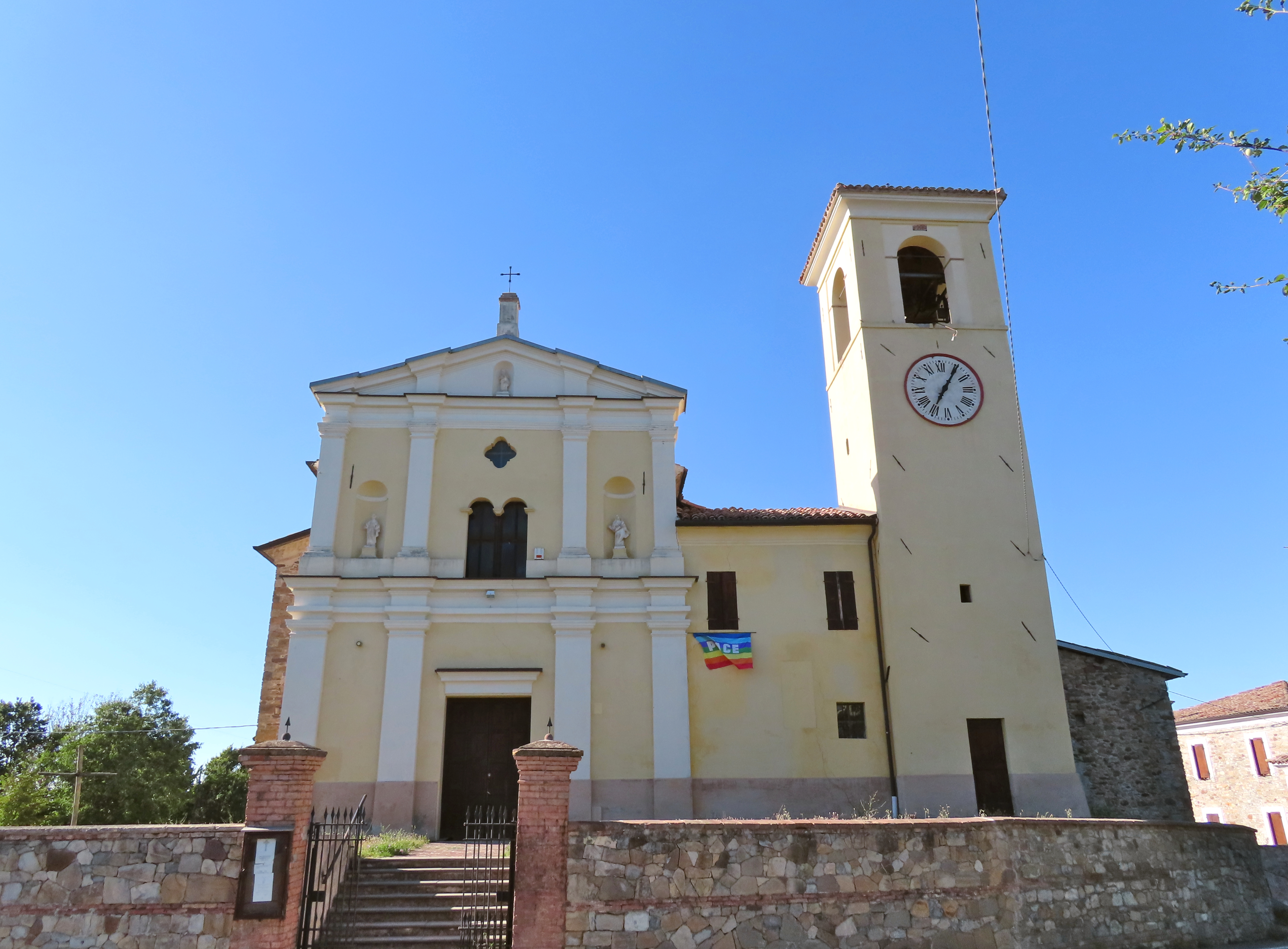
Chiesa di San Martino a Stadirano

Menzionata per la prima volta nel 1230, la cappella di Stadirano fu unita a quella del castello di Felino tra il 1545 e il 1564, quando fu elevata a sede parrocchiale autonoma; interamente ricostruita in stile barocco tra il 1722 e il 1732, fu danneggiata da un fulmine nel 1965 e successivamente risistemata; il luogo di culto presenta una facciata intonacata, arricchita con nicchie e lesene doriche e coronata da un frontone triangolare spezzato; all'interno la navata è affiancata da due cappelle laterali.

#### Chiesa della Trasfigurazione di Nostro Signore Gesù Cristo a Mulazzano Monte

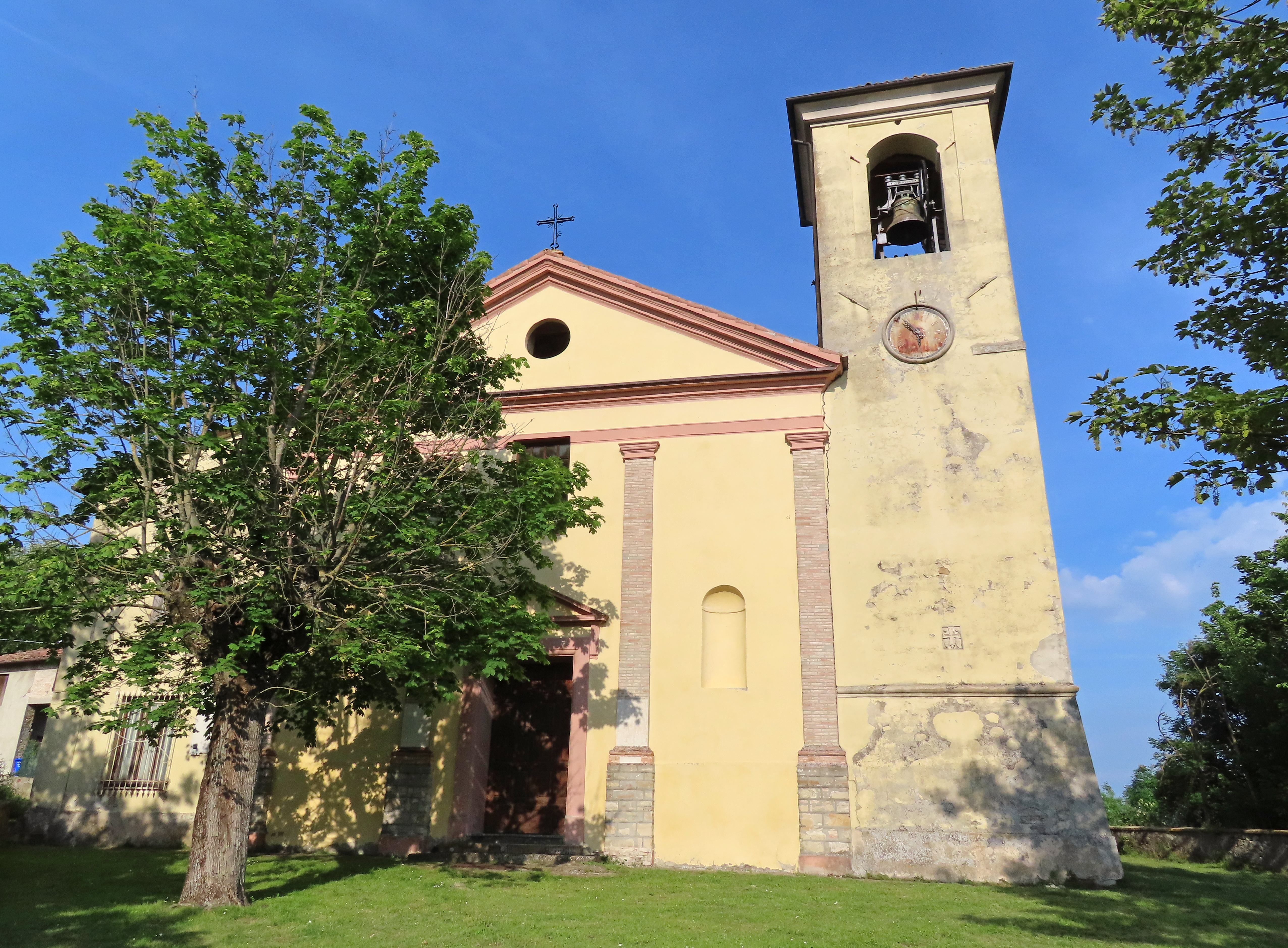
Chiesa della Trasfigurazione di Nostro Signore Gesù Cristo a Mulazzano Monte

Menzionata per la prima volta nel 1174, la chiesa romanica di Mulazzano Monte fu completamente ricostruita in stile barocco tra il 1630 e il 1639 e ristrutturata tra il 1780 e il 1790 con l'aggiunta della facciata neoclassica; restaurata tra il 1932 e il 1936, fu nuovamente risistemata in seguito al sisma del 1971 e tra il 2000 e il 2003; il luogo di culto conserva dell'edificio originario alcuni elementi, tra cui una pregevole formella romanica decorata con un bassorilievo raffigurante una croce astile; all'interno del tempio sono inoltre presenti varie opere d'arte e un organo risalente al XVII o XVIII secolo.

#### Chiesa della Purificazione di Maria Vergine a Santa Maria del Piano

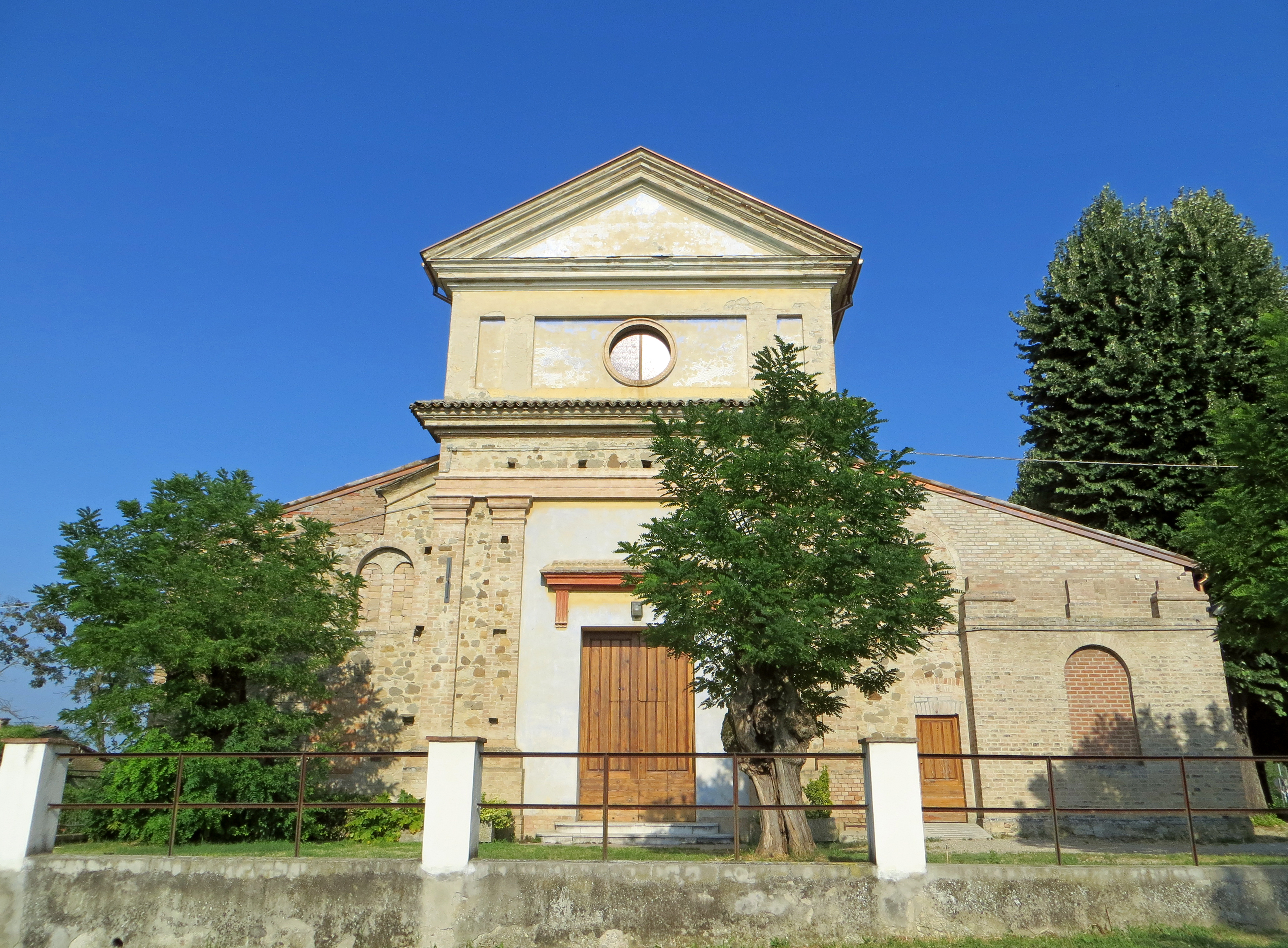
Chiesa della Purificazione di Maria Vergine a Santa Maria del Piano

Menzionata per la prima volta nel 1141, la chiesa romanica di Santa Maria del Piano fu quasi completamente demolita nel 1887 e riedificata in stile neoclassico; ampliata nel 1893 con la costruzione delle navate laterali, fu restaurata nel 1966; il luogo di culto conserva il campanile medievale, in parte inglobato nel tiburio sulla cupola; gli interni sono decorati con affreschi eseguiti nel 1894 da Agostino Tagliaferri.

#### Chiesa della Purificazione di Maria Vergine a Rivalta

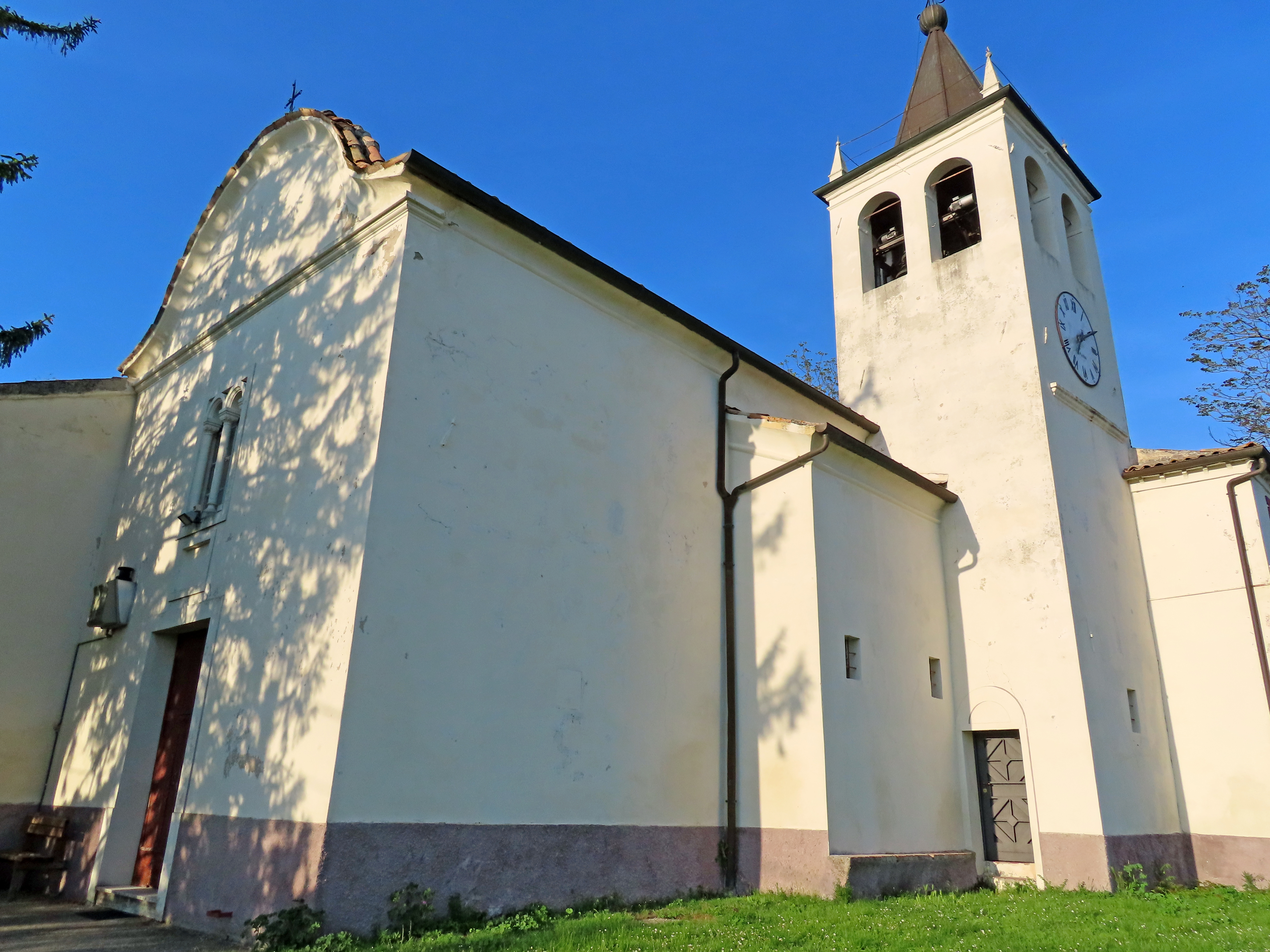
Chiesa della Purificazione di Maria Vergine a Rivalta

Menzionata per la prima volta nel 1230, la chiesa di Rivalta, modificata successivamente in stile barocco, fu parzialmente ristrutturata intorno al 1960; danneggiata dai terremoti del 1983 e del 2008, fu in entrambi i casi restaurata e rinforzata strutturalmente negli anni seguenti; l'edificio, sviluppato su un impianto a navata unica, è dotato di due cappelle laterali.

#### Chiesa dell'Assunzione di Maria Vergine a Faviano di Sotto

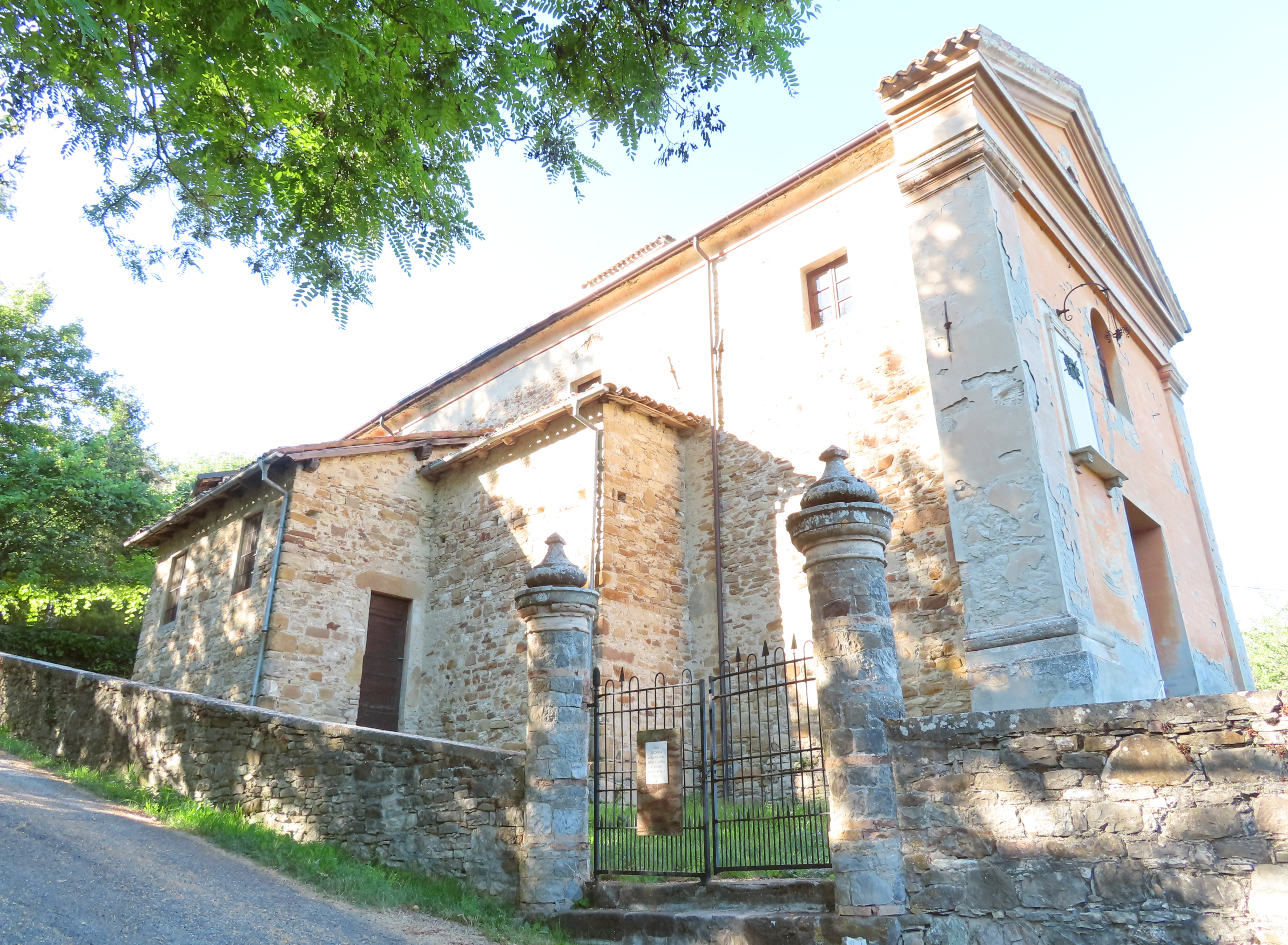
Chiesa dell'Assunzione di Maria Vergine a Faviano di Sotto

Menzionata per la prima volta nel 1230, la cappella di Faviano di Sopra, elevata a sede parrocchiale autonoma nel 1564, nel 1750 fu chiusa in quanto interessata da una frana e sostituita temporaneamente dall'oratorio di Sant'Antonio; ricostruita in stile neoclassico in posizione più sicura a Faviano di Sotto nel 1782, fu benedetta il 14 agosto di quell'anno; il luogo di culto presenta una facciata intonacata, coronata da un frontone triangolare; all'interno la navata è affiancata da due cappelle laterali.

### Architetture militari

#### Castello
Menzionato per la prima volta nel 1405, il maniero rossiano fu conquistato dalle truppe dei Terzi guidate da Guido Torelli durante gli scontri tra le due casate; rientrato nelle mani dei Rossi, fu assegnato da Pier Maria II al figlio Guido, ma la guerra dei Rossi del 1482 ne impedì la successione; requisito da Ludovico il Moro, ritornò in seguito ai Rossi; completamente demolito dopo la confisca dei beni del conte Giulio Cesare da parte del papa Paolo III e l'assegnazione a Sforza I Sforza di Santa Fiora, se ne perse in seguito ogni traccia.

#### Castello di Rivalta
Edificato per volere della Diocesi di Parma nella prima metà del XIV secolo, il castello di Rivalta nel 1335 pervenne attraverso il vescovo Ugolino de' Rossi ai conti Rossi; destinato da Pier Maria II al figlio Guido, dopo la guerra dei Rossi del 1482 fu requisito da Ludovico il Moro, che nel 1484 lo restituì al Comune di Parma; assegnato ai conti Sforza di Santa Fiora ed ereditato nel 1707 dai marchesi Sforza Cesarini, cadde in forte declino, fino alla sua completa scomparsa nel 1922 in seguito alla costruzione della strada comunale; sopravvisse soltanto, a valle del maniero, l'avamposto fortificato detto "castello dell'Elfo", interamente ristrutturato tra il 1997 e il 2003.

#### Castello di Mulazzano
Menzionato per la prima volta nel 1284, il castello di Mulazzano appartenente ai della Palude fu distrutto per volere del podestà di Parma; ricostruito in seguito, fu espugnato nel 1329 dai Rossi e riconquistato da Bertolino della Palude; riedificato nel 1403 da Giacomo e Pietro de' Rossi, fu definitivamente demolito per ordine ducale e successivamente se ne perse ogni traccia.

### Architetture civili

#### Terme

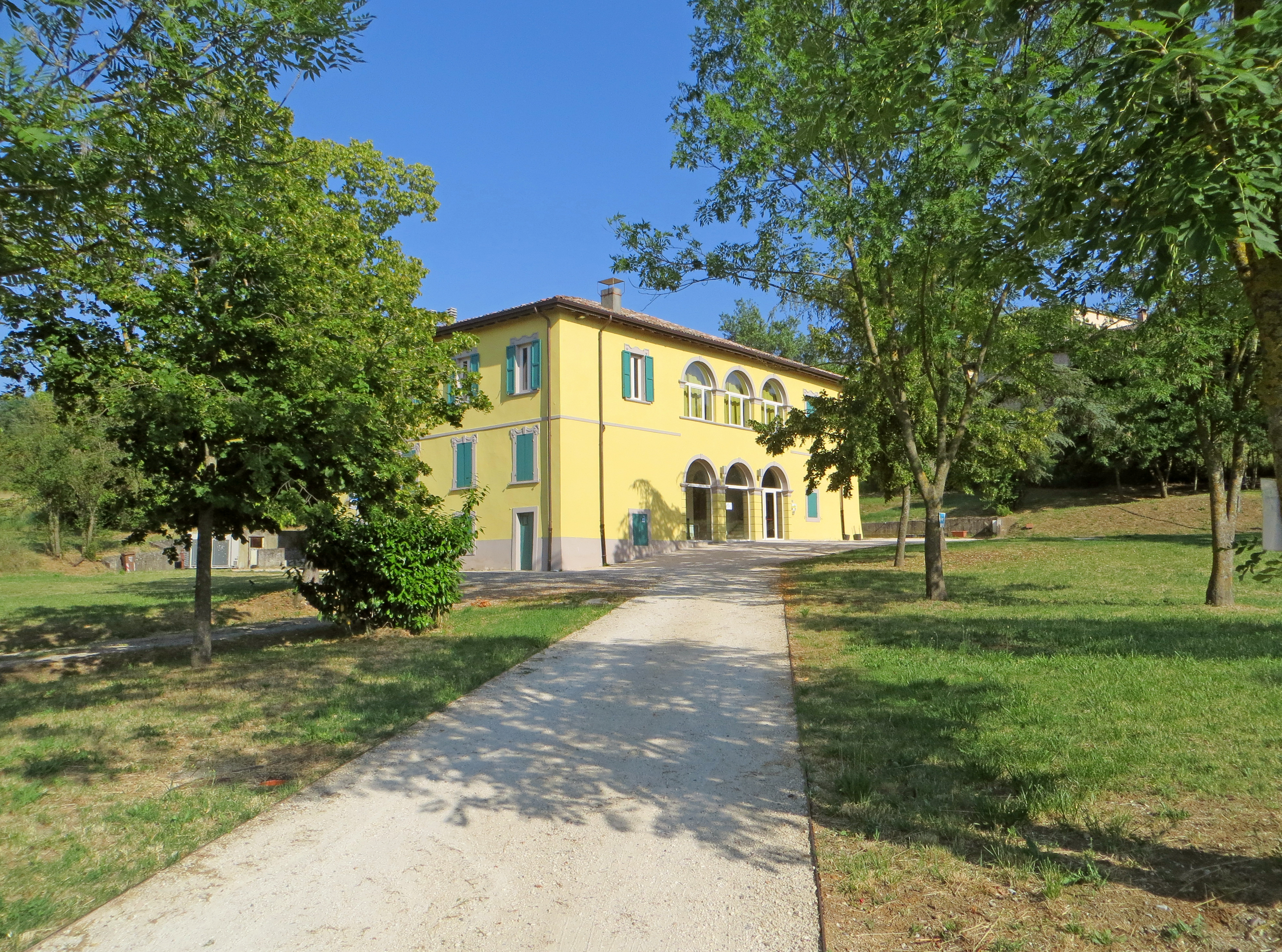
Terme

Costruite nei primissimi anni del XIX secolo per volere dei duchi Sforza Cesarini, nel 1813 le Terme, che sfruttavano le acque prelevate da due pozzi distinti, furono incamerate dallo Stato e concesse a privati; a lungo scarsamente frequentate, nel 1909 furono completamente ricostruite dalla famiglia Cacciaguerra, concessionaria dello stabilimento, nella speranza di attirare un maggior numero di persone, ma nel 1931 furono definitivamente chiuse; destinate successivamente a ospitare attività socio-assistenziali dell'ASL di Parma, furono acquistate nel 2004 dal Comune di Lesignano; restaurate tra il 2014 e il 2015, divennero sede di un centro diurno per disabili. L'edificio, sviluppato su una pianta rettangolare, si eleva su due livelli principali fuori terra; la facciata è caratterizzata dalla presenza nel mezzo di un porticato a tre arcate a tutto sesto, sormontato da una loggia; in origine, il piano terreno era destinato alle cure e alla ristorazione, mentre il livello superiore accoglieva un albergo; intorno si sviluppa l'ampio parco, in cui originariamente era presente anche la piscina termale.

#### Villa Lanfranchi

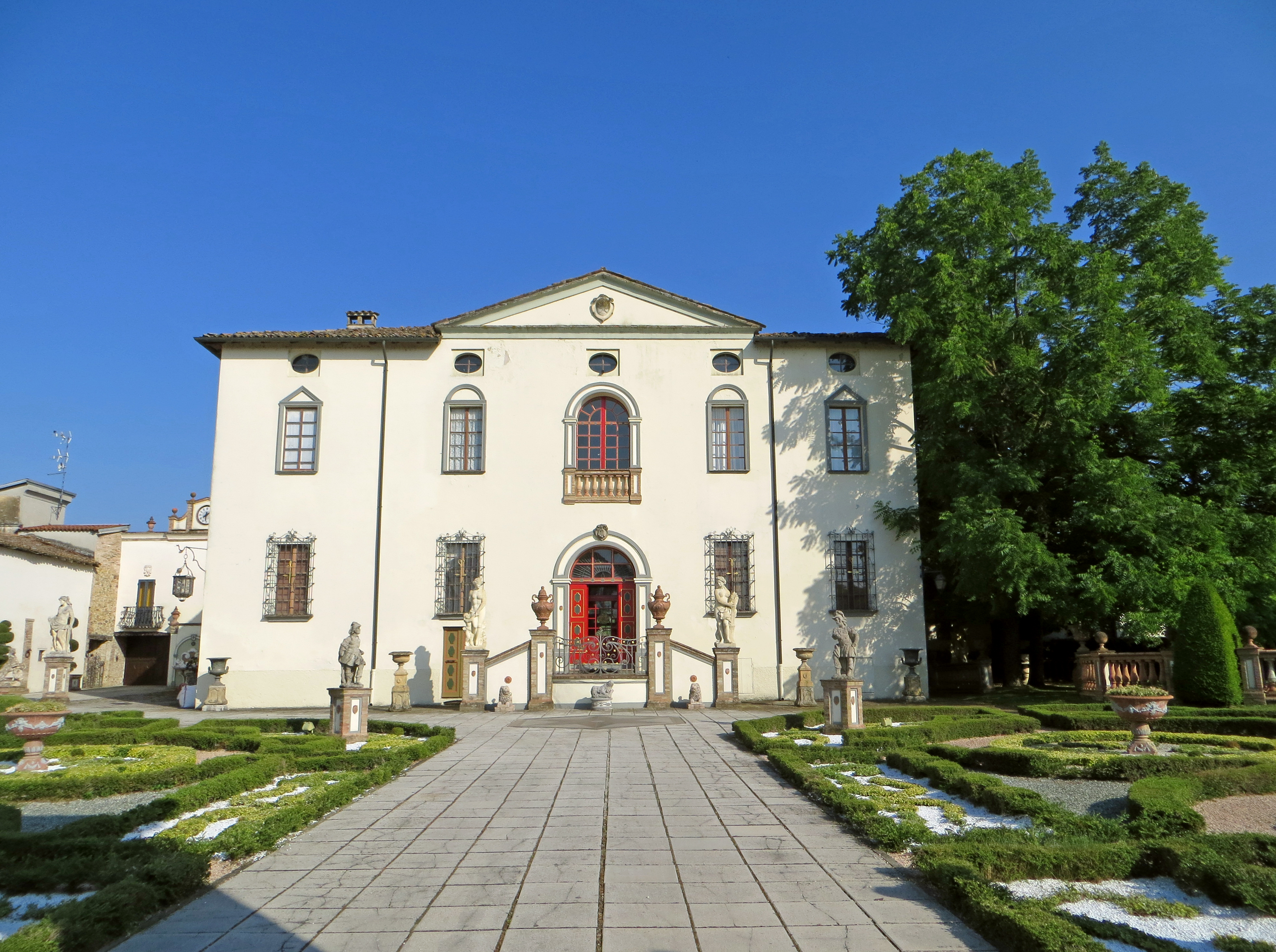
Villa Lanfranchi

Costruita a Santa Maria del Piano nella seconda metà del XVI secolo probabilmente per volere dei conti Sforza di Santa Fiora, la villa rinascimentale fu alienata successivamente ai nobili Fusari, indi alla famiglia Del Monte e in seguito ai nobili Balestra, attraverso i quali nella seconda metà del XX secolo pervenne, con vari passaggi ereditari, al regista Mario Lanfranchi; ristrutturata completamente, fu dotata tra il 1996 e il 1997 del giardino all'italiana anteriore; dopo la morte del regista, fu trasformata in casa museo. L'edificio, sviluppato su una pianta quadrata, si eleva su due livelli principali fuori terra, oltre al sottetetto; la simmetrica facciata è coronata nel mezzo da un frontone triangolare; sul retro si eleva una torre, che conserva numerose feritoie a testimonianza dell'originaria funzione difensiva della struttura. All'interno le sale, arredate con mobili antichi, espongono numerosi oggetti legati alla vita e alla carriera artistica del regista; uno degli ambienti è ornato sulla volta con un affresco ottocentesco realizzato da Giovan Battista Borghesi. A fianco del parco, ricco di statue seicentesche e settecentesche, sorge l'oratorio di Santa Maria Maddalena, edificato tra il 1669 e il 1670 per volere di Giovanni Fusari.

## Società

### Evoluzione demografica
Abitanti censiti

## Amministrazione
Di seguito è presentata una tabella relativa alle amministrazioni che si sono succedute in questo comune.
| Periodo         | Periodo        | Primo cittadino   | Partito                                                  | Carica  | Note   |
| --------------- | -------------- | ----------------- | -------------------------------------------------------- | ------- | ------ |
| 1º ottobre 1985 | 21 giugno 1990 | Antonio Spalmach  | Partito Socialista Italiano                              | Sindaco | [ 50 ] |
| 21 giugno 1990  | 24 aprile 1995 | Gabriele Trombi   | Democrazia Cristiana                                     | Sindaco | [ 50 ] |
| 24 aprile 1995  | 14 giugno 1999 | Giannino Tragni   | centro-sinistra                                          | Sindaco | [ 50 ] |
| 14 giugno 1999  | 14 giugno 2004 | Michele Perlini   | centro-sinistra "Solidarietà ed autonomia per Lesignano" | Sindaco | [ 50 ] |
| 14 giugno 2004  | 8 giugno 2009  | Michele Perlini   | centro-sinistra "Solidarietà ed autonomia per Lesignano" | Sindaco | [ 50 ] |
| 8 giugno 2009   | 26 maggio 2014 | Giorgio Cavatorta | centro-sinistra "Insieme per Lesignano"                  | Sindaco | [ 50 ] |
| 26 maggio 2014  | 27 maggio 2019 | Giorgio Cavatorta | centro-sinistra "Insieme per Lesignano"                  | Sindaco | [ 50 ] |
| 27 maggio 2019  | 10 giugno 2024 | Sabrina Alberini  | Lega per Salvini Premier "Civiltà del Buonsenso"         | Sindaco | [ 50 ] |
| 10 giugno 2024  | in carica      | Andrea Borchini   | PD, M5S e civici "Lesignano al centro"                   | Sindaco | [ 50 ] |

### Gemellaggi
- Chaponost